# Boulay-les-Ifs
Boulay-les-Ifs – miejscowość i gmina we Francji, w regionie Kraj Loary, w departamencie Mayenne.
Według danych na rok 1990 gminę zamieszkiwało 131 osób, a gęstość zaludnienia wynosiła 14 osób/km² (wśród 1504 gmin Kraju Loary Boulay-les-Ifs plasuje się na 1101. miejscu pod względem liczby ludności, natomiast pod względem powierzchni na miejscu 1032.).